# 폴란드 U-21 축구 국가대표팀
폴란드 U-21 축구 국가대표팀(폴란드어: Reprezentacja Polski U-21 w piłce nożnej)은 폴란드를 대표하는 21세 이하의 축구 국가대표팀으로, 폴란드의 축구 관리 기관인 폴란드 축구 협회의 관리를 받는다. UEFA U-21 축구 선수권 대회에 7번 참가해 1982년과 1984년, 1986년, 1992년, 1994년에 8강에 진출했다.

## 역대 감독
| 감독                  | 임기        |
| --------------------- | ----------- |
| 브와디스와프 주무다   | 2004 ~ 2005 |
| 스테판 마예프스키     | 2010 ~ 2012 |
| 체스와프 미흐니에비치 | 2017 ~ 2020 |